# William Miller (roer)
William Garfield Miller (16. marts 1905 - maj 1985) var en amerikansk roer.
Miller var en del af den amerikanske båd der vandt sølv i firer uden styrmand ved OL 1928 i Amsterdam. Fire år senere vandt han sølv i singlesculler ved OL 1932 i Los Angeles, hvor han i finalen blev besejret af australieren Henry Pearce.

## OL-medaljer
- 1928:  Sølv i firer uden styrmand
- 1932:  Sølv i singlesculler